# Stadtbahn

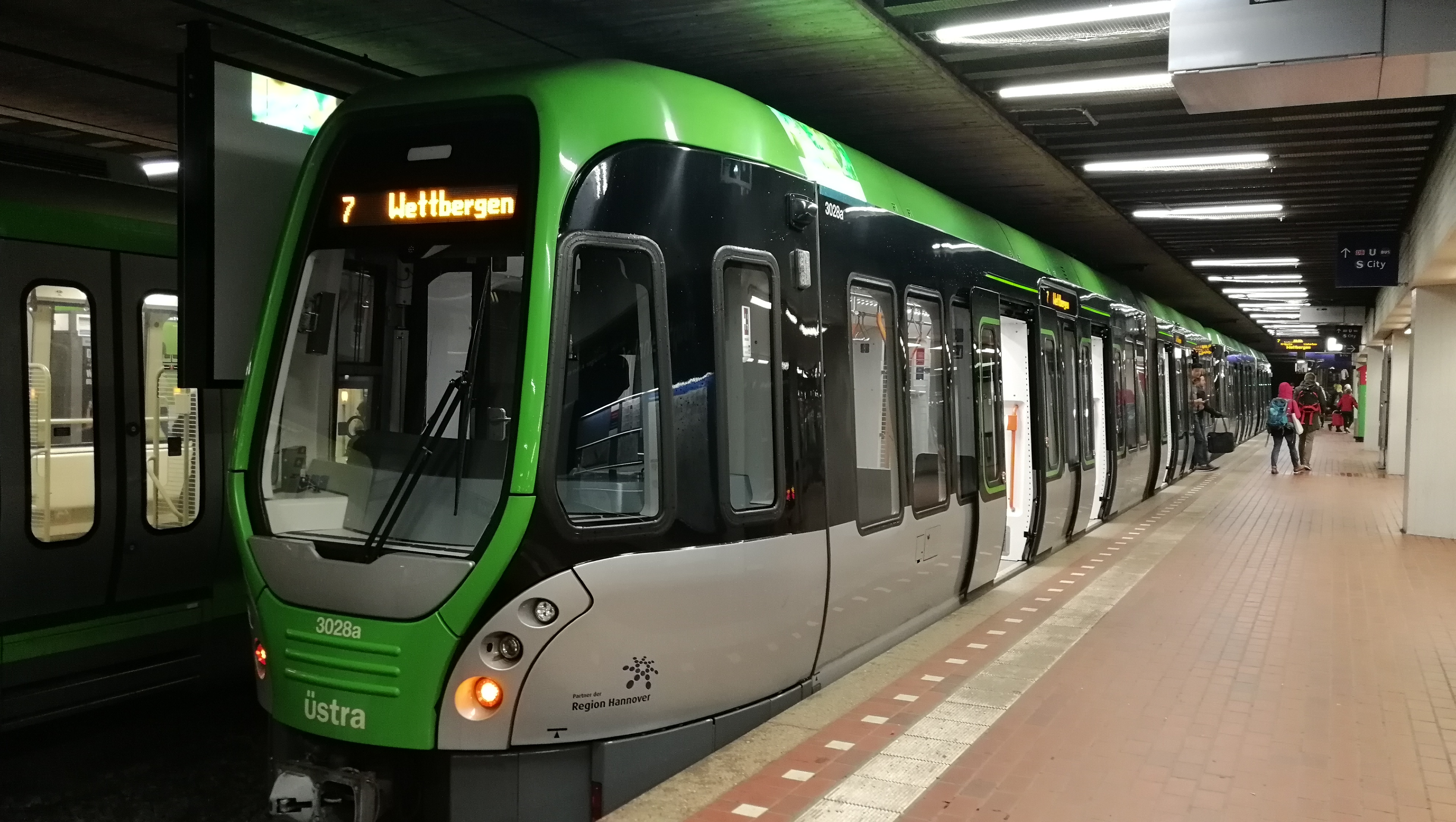
Stadtbahntriebwagen des Typs TW3000 an der Haltestelle Hannover Hauptbahnhof

U-Stadtbahn-Logo, wie es von einigen Betrieben in Nordrhein-Westfalen verwendet wird

Logo der Stadtbahn Stuttgart

Die Stadtbahn ist ein schienengebundenes und elektrisch angetriebenes Transportsystem des öffentlichen Personennahverkehrs in Metropol- und städtischen Regionen. International wird sie bzw. vergleichbare Systeme meist als Light rail, Métro léger, Premetro oder Tren ligero bezeichnet. Der Begriff wird für das Gesamtsystem, eine Linie und umgangssprachlich auch für ein einzelnes Fahrzeug verwendet. In Deutschland wird gegebenenfalls auch der Begriff „U-Bahn“ verwendet.

## Begriffsgeschichte in Deutschland

### Ursprünge

Die Stadtbahn Mülhausen

Ab 1870 war der zuvor bereits aus Wien bekannte Begriff Stadtbahn auch in Berlin geläufig, als sich die Planungen für die 1882 eröffnete Berliner Stadtbahn konkretisierten.
Während es sich in Berlin und Wien um Vollbahnen auf unabhängigem Bahnkörper handelte, eröffnete in Kassel 1884 eine klassische Pferdestraßenbahn, die von der im gleichen Jahr gegründeten Actiengesellschaft Casseler Stadteisenbahn betrieben wurde. Ihre Benennung erfolgte in Abgrenzung zur bereits seit 1877 existierenden Casseler Straßenbahn-Gesellschaft, die eine Dampfstraßenbahn betrieb. Letztlich fusionierten beide 1897 zur Großen Casseler Straßenbahn AG.
Dem Kasseler Beispiel folgte die am 30. August 1889 eröffnete Stadtbahn Halle, wiederum eine Pferdestraßenbahn. Sie erhielt ihren Namen in Abgrenzung zur konkurrierenden Halleschen Straßenbahn-AG und wurde schon 1890, anlässlich der bevorstehenden Elektrifizierung, in Allgemeine Elektricitäts-Gesellschaft Stadtbahn Halle umbenannt. Diese wiederum wurde 1917 kommunalisiert.
Die Forster Stadteisenbahn verkehrte von 1893 bis 1965 und transportierte ausschließlich Güter, während die von 1897 bis 1956 existierende Spremberger Stadtbahn teilweise auch Personen beförderte.
Im Rheinland existierte das am 30. Dezember 1896 durch die Berliner Union-Elektricitäts-Gesellschaft (UEG) gegründete Unternehmen Solinger Stadtbahn, das aber schon zum 1. Januar 1903 in der Solinger Kleinbahn AG aufging.
In Hamburg wurde die Eisenbahnverbindung von Ohlsdorf nach Blankenese, das heißt die Hamburg-Altonaer Verbindungsbahn und ein Teil der Altona-Blankeneser Eisenbahn, schon um die Jahrhundertwende als Stadtbahn bezeichnet. Sie ging 1906 in der Hamburg-Altonaer Stadt- und Vorortbahn auf, aus der wiederum 1934 die heutige S-Bahn Hamburg hervorging.
Im heute französischen Mülhausen verkehrte außerdem zwischen 1907 und 1918 die sogenannte Stadtbahn Mülhausen, hierbei handelte es sich jedoch um einen Oberleitungsbus-Betrieb, damals meist gleislose Bahn genannt.
Ebenfalls gegen Ende des 19. Jahrhunderts bzw. Anfang des 20. Jahrhunderts wurden in Deutschland an einigen Stellen Tunnel für Straßenbahnen gebaut. So zum Beispiel der Spreetunnel Stralau–Treptow im heutigen Berlin oder der Schwabtunnel zu Stuttgart. Diese Tunnel haben bzw. hatten zwar eine gewisse Ähnlichkeit mit der Infrastruktur,  für die in der Nachkriegszeit der Begriff Stadtbahn verwendet wurde, jedoch wurden damals eher Begriffe wie „Unterpflasterbahn“ oder „U-Strab“ verwendet und der Tunnelanteil an den Gesamtnetzen war sehr gering. Einen eigenen Begriff für ein System, das oberirdische und Tunnel-Strecken kombiniert gab es anders als in den USA (dort wurde der Begriff „subway-surface“ schon früh für derartige Netze verwendet) im deutschsprachigen Raum bis Ende des Krieges nicht.

### Definition in Meyers Konversations-Lexikon von 1908
Meyers Konversations-Lexikon von 1908 definiert den Begriff wie folgt: 

„Stadtbahnen bleiben entweder auf den binnenstädtischen Personenverkehr, unter Umständen nebst gepäcklosem Vorortverkehr, beschränkt und sind dann hinsichtlich ihrer Bau- und Betriebsart ganz unabhängig, können also den Eigenheiten des großstädtischen Personenverkehrs in vollkommenster Weise angepasst werden; oder sie ermöglichen an ihren Endpunkten wie an andern Stellen mittels direkten Anschlusses an äußere Fern- und Vorortbahnen den Übergang von Zügen zu und von diesen Bahnen und nehmen dann den Fern-, Vorort- und binnenstädtischen Personenverkehr, unter Umständen auch Güterverkehr, auf.“

### Definition in der Enzyklopädie des Eisenbahnwesens von 1921
Die Enzyklopädie des Eisenbahnwesens von Victor von Röll beschreibt Stadtbahnen 1921 wie folgt: 

„Stadtbahnen (urban, city or metropolitan railways; chemins de fer metropolitains; ferrovie metropolitane), in verschiedenem Sinne gebrauchte Bezeichnung im Schnellbahnwesen. Häufig werden die gesamten Schnellbahnnetze der Großstädte, ebenso häufig auch nur die im Stadtinnern liegenden Teile oder gar nur einzelne Linien im Stadtinnern als S. bezeichnet; in den letzten beiden Fällen im Gegensatz zu den Vorortschnellbahnen (Vorortbahnen). In Berlin wird die Innenstrecke der staatlichen Schnellbahnen zwischen den Bahnhöfen Charlottenburg und Stralau-Rummelsburg als S. bezeichnet, während der Métropolitain (Métro) in Paris das Gesamtnetz der von der Stadt gebauten Schnellbahnen innerhalb des Weichbildes umfaßt. In London werden mit den Bezeichnungen der Metropolitan und der Metropolitan District die Linien – Innen- wie Außen- (Vorort-) Linien – der Metropolitan- und Districtbahn-Gesellschaften je für sich zusammengefaßt u.s.w.“

### Stadtbahn als Kombination straßenbündiger und straßenunabhängiger Netzabschnitte
Am 4. Juli 1961 beschloss die Stadtverordnetenversammlung von Frankfurt am Main die Entwicklung einer „Stadtbahn als Tiefbahn mit oberirdischem Netz auf eigenem Gleiskörper“. Es folgten in Deutschland immer mehr Straßenbahnstrecken, die in den Innenstädten in Tunnel und in Außenbereichen auf eigene Trassen neben die Straßen oder zwischen die beiden Richtungsfahrbahnen verlegt wurden. Während kaum ausgebaute Straßenbahnsysteme mit wenigen unabhängig trassierten Abschnitten als U-Straßenbahnen oder Schnellstraßenbahnen bezeichnet wurden, etablierte sich der Begriff Stadtbahn zunächst vor allem für die modernisierten Systeme mit einem hohen Anteil an Tunnelstrecken. Weitere Meilensteine diesbezüglich waren die Gründungen der „Stadtbahngesellschaft Ruhr mbH“ am 7. Juli 1969 sowie der „Stadtbahngesellschaft Rhein-Sieg mbH“ im Jahr 1974. In Stuttgart beschloss der Gemeinderat am 10. Juni 1976, statt der bis dahin geplanten U-Bahn, ein Stadtbahnkonzept.

### Aktuelle Definition

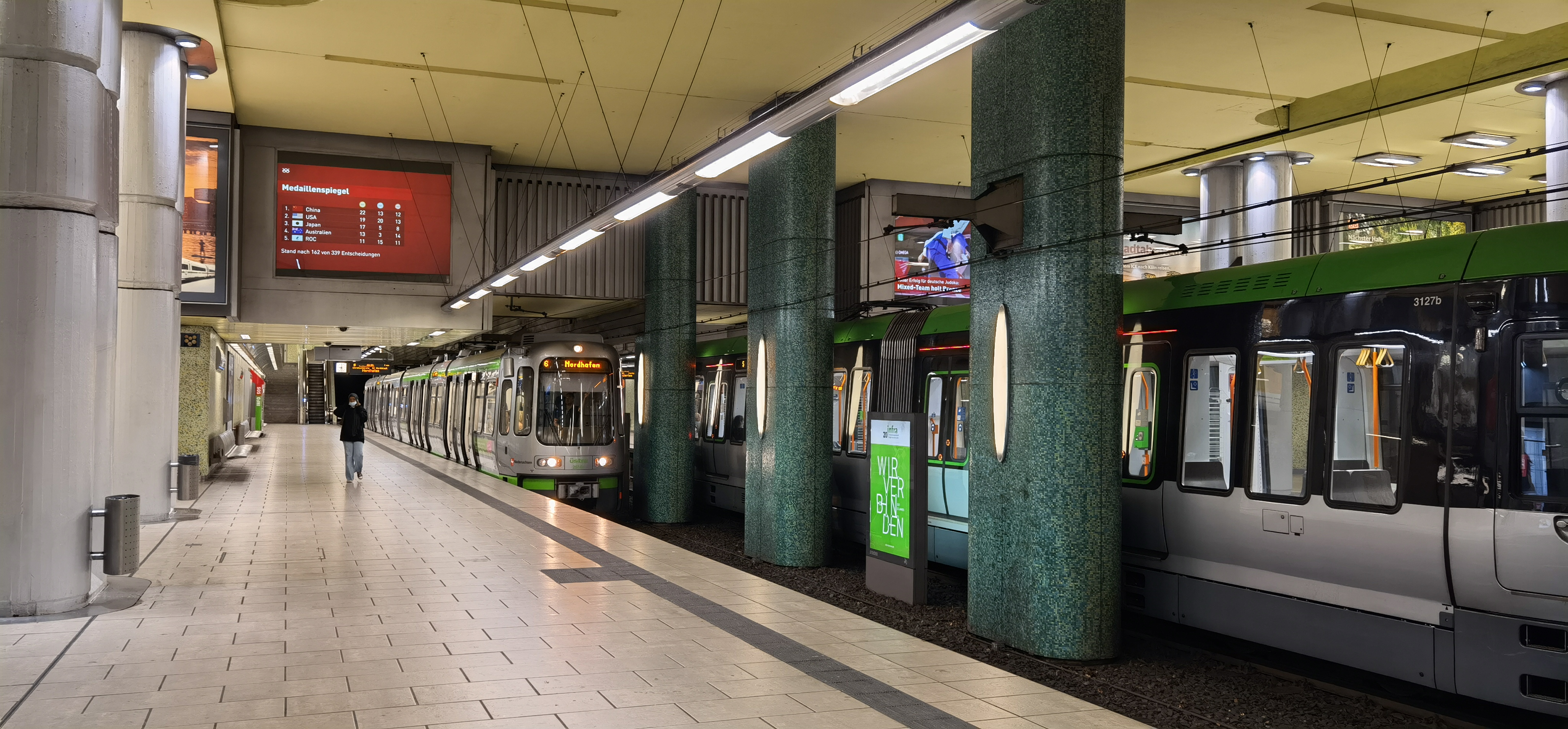
Der Begriff „Stadtbahn“ wird von der Mehrheit der deutschen Verkehrsunternehmen für ein Mischsystem verwendet, das vollständige unabhängige, U-Bahn-mäßig ausgebaute Streckenabschnitte …

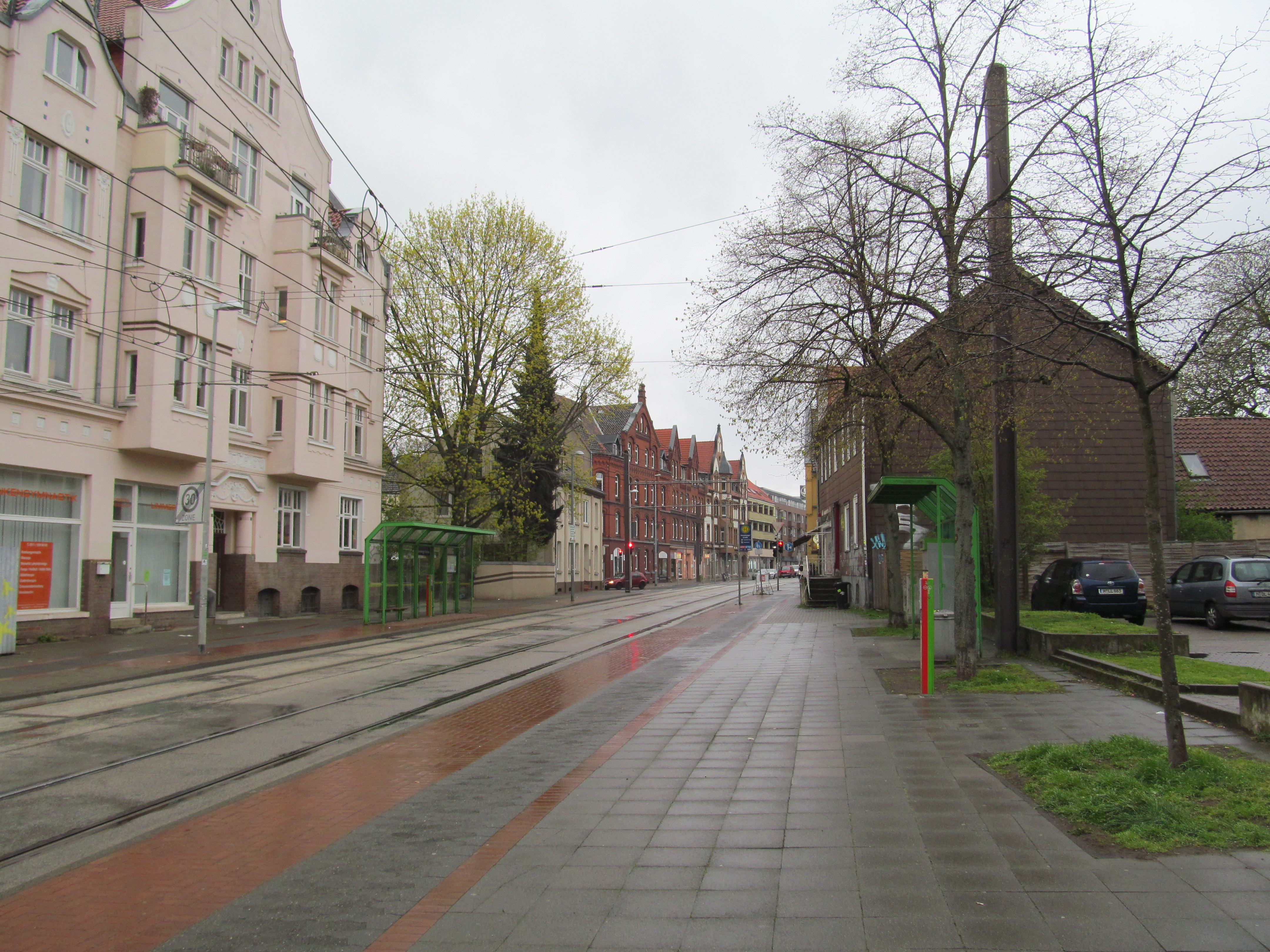
… mit konventionellen oberirdischen Straßenbahnstrecken kombiniert

Das deutsche Recht unterscheidet begrifflich nicht zwischen Tram bzw. Straßenbahn und Stadtbahn sowie U-Bahn, kennt jedoch materiell verschiedene Ausbauqualitäten der Trasse bzw. verschiedenen Stufen der Unabhängigkeit der Trasse von anderen Verkehrsarten (vgl. § 4 Abs. 1–2 PBefG, § 1 Abs. 2 BOStrab). Insbesondere aus der Verwendung der unterschiedlichen Bezeichnungen durch die jeweiligen Verkehrsunternehmen ergibt sich eine recht konsistente Differenzierung zwischen Straßen- und Stadtbahnsystemen, die sich im Wesentlichen inhaltsgleich in Literatur zum Thema wiederfindet und sich entlang der im PBefG beschriebenen unterschiedlichen Ausbaustandards der Trasse bewegt.
Die Stadtbahn
1. wird meist im abgeschlossenen, aber nicht vollständig kreuzungsfreien System betrieben
2. wurde – wo erforderlich (oder sinnvoll) – im Tunnel, aufgeständert, in Einschnitten oder auf Dämmen und ansonsten häufig als eigenständiger Bahnkörper errichtet
3. ist typischerweise mittels Zugbeeinflussung gesichert und wird nur in Abschnitten auf Sicht gefahren bzw. unterliegt den Regeln der StVO
4. weist eine deutlich höhere Kapazität als Straßenbahnen auf (20.000–100.000 Fahrgäste/Tag)[9][10]
5. verkehrt in Deutschland gemäß BOStrab, soweit keine Eisenbahninfrastruktur genutzt wird (dann Betrieb nach EBO auf diesen Abschnitten)
6. bündelt oft mehrere Linien in einem oder mehreren Tunneln, sodass diese Eigenschaften einer Stammstrecke erhalten — verhältnismäßig wenig dichte Takte auf Außenästen können sich so im Zentrum zu sehr dichten Takten überlagern

Die Abgrenzung zwischen Straßen- und Stadtbahn ist fließend und kann sich durch bauliche Maßnahmen (Streckenaus- und -umbau, Sanierungen) ändern. Der Begriff „Straßenbahn“ wird vorwiegend für Systeme verwendet, die „den Verkehrsraum öffentlicher Straßen benutzen und sich mit ihren baulichen und betrieblichen Einrichtungen sowie in ihrer Betriebsweise der Eigenart des Straßenverkehrs anpassen“ (§ 4 Abs. 1 Nr. 1 PBefG), d. h. Bahnen, die teilweise oder ausschließlich im Mischverkehr mit dem MIV auf der Fahrbahn verkehren.
Der Begriff „Stadtbahn“ wird demgegenüber vornehmlich für Systeme verwendet, die „einen besonderen Bahnkörper haben und in der Betriebsweise den unter [§ 4 Abs. 1] Nummer 1 [PBefG] bezeichneten Bahnen gleichen oder ähneln“, d. h. Bahnen, die vollständig unabhängige, häufig U-Bahn-mäßig ausgebaute Streckenabschnitte mit oberirdischen, häufig von früheren und teilweise parallel weiterbetriebenen Straßenbahnsystemen übernommenen Abschnitten kombinieren. Ein weiteres mehrheitlich vertretenes Merkmal sind die im Vergleich zu klassischen Straßenbahnen deutlich größeren und längeren bzw. in längeren Verbänden eingesetzten und zweirichtungstauglichen Fahrzeuge. Entsprechende Systeme finden sich u. a. in Hannover, Karlsruhe, Köln und Bonn, Stuttgart und in den Teilnetzen der Stadtbahn Rhein-Ruhr. Das System in Frankfurt am Main entspricht den o. g. Kriterien ebenfalls, wird allerdings offiziell als „U-Bahn“ bezeichnet. Ebenso werden die Systeme in Braunschweig und Erfurt trotz ihrer vollständig oberirdischen Trassierung als „Stadtbahn“ bezeichnet.
Eine (Stadt-)Bahn, die gleichzeitig als Mischsystem zwischen Eisen- und Straßenbahn betrieben wird, wird als Tram-Train bezeichnet (siehe dazu: Verknüpfung zwischen Straßenbahn und Eisenbahn).
Die Stadtbahn unterscheidet sich von der U-Bahn dadurch, dass nicht alle U-Bahn-typischen Kriterien vorliegen und von der Straßenbahn, dass wesentliche Kriterien einer U-Bahn im größten Teil des Streckennetzes erfüllt sind. Folgende Eigenschaften gelten bei Stadtbahnsystemen als charakteristisch:
1. größeres Platzangebot in den Fahrzeugen als bei Straßenbahnen
2. höhere Geschwindigkeit (sowohl Höchstgeschwindigkeit als auch Reisegeschwindigkeit zwischen Stationen) als bei Straßenbahnen
3. Streckenführungen, die zum Großteil unabhängig vom Straßenverlauf erfolgen und möglichst geringer Anteil von Gleisen im Straßenraum
4. technisch gesicherte Bahnübergänge oder keine Bahnübergänge
5. Zweirichtungsfahrzeuge, die keine Wendeschleife benötigen und auch Mittelbahnsteige bedienen können
6. in Deutschland werden echte U-Bahn-Systeme im Regelbetrieb per Stromschiene mit Strom versorgt, Stadt- und Straßenbahnen aber per Oberleitung. Diese Unterscheidung gilt aber international nicht, da es viele U-Bahnen mit Oberleitung gibt.
7. Es werden selten mehr als zwei U-Bahn-Linien durch denselben Tunnel geführt
8. Da Stadtbahnen zur Teilnahme am Straßenverkehr ausgelegt sind, gibt es Beschränkungen in Bezug auf die maximale Fahrzeugbreite und die maximale Länge von Zugverbänden

## Übersicht über die Stadtbahnen in Deutschland
| Abbildung | Name                     | Stadt                     | Land                | Spur- weite (mm) | Fahrdrahtspannung | Inbetriebnahme | Netz- länge (km) | davon im Tunnel (km) | Anzahl Haltestellen | davon im Tunnel | Anmerkungen |
| --------- | ------------------------ | ------------------------- | ------------------- | ---------------- | ----------------- | -------------- | ---------------- | -------------------- | ------------------- | --------------- | --- |
|           | Stadtbahn Bielefeld      | Bielefeld                 | Nordrhein-Westfalen | 1000             | 750 V             | 28.04.1991     | 38               | 9                    | 65                  | 7               | einziger meterspuriger Stadtbahnbetrieb in Deutschland |
|           | U-Bahn-Linie 35 (Bochum) | Bochum                    | Nordrhein-Westfalen | 1435             | 750 V             | 02.09.1989     |                  |                      | 22                  | 15              | Teil der Stadtbahn Rhein-Ruhr, Radsatz- und Gleismaße nach Fernbahnnormen (Maßsystem C), überwiegend unabhängig vom Straßenverkehr |
|           | Stadtbahn Bonn           | Bonn                      | Nordrhein-Westfalen | 1435             | 750 V             | 22.03.1975     | 95,8             | 8,7                  | 64                  | 12              | verbunden mit Stadtbahn Köln; Radsatz- und Gleismaße nach Maßsystem B |
|           | Stadtbahn Dortmund       | Dortmund                  | Nordrhein-Westfalen | 1435             | 750 V             | 17.05.1976     | 75               | 20,5                 | 125                 | 27              | Teil der Stadtbahn Rhein-Ruhr; überwiegend unabhängig vom Straßenverkehr |
|           | Stadtbahn Düsseldorf     | Düsseldorf                | Nordrhein-Westfalen | 1435             | 750 V             | 03.10.1981     | 98,7             |                      | 146                 | 16              | Teil der Stadtbahn Rhein-Ruhr; verbunden mit Stadtbahn Duisburg |
|           | Stadtbahn Duisburg       | Duisburg                  | Nordrhein-Westfalen | 1435             | 750 V             | 11.07.1992     |                  |                      | 20                  | 7               | Teil der Stadtbahn Rhein-Ruhr; verbunden mit Stadtbahn Düsseldorf |
|           | Stadtbahn Essen          | Essen Mülheim an der Ruhr | Nordrhein-Westfalen | 1435             | 750 V             | 05.10.1967     | 19,6             |                      | 43                  | 22              | Teil der Stadtbahn Rhein-Ruhr, Radsatz- und Gleismaße nach Fernbahnnormen (Maßsystem C), überwiegend unabhängig vom Straßenverkehr |
|           | U-Bahn Frankfurt         | Frankfurt am Main         | Hessen              | 1435             | 600 V             | 04.10.1968     | 65               | 21,3                 | 86                  | 27              | überwiegend unabhängig vom Straßenverkehr |
|           | Stadtbahn Hannover       | Hannover                  | Niedersachsen       | 1435             | 600 V             | 28.09.1975     | 123              | 19                   | 197                 | 19              | überwiegend unabhängig vom Straßenverkehr |
|           | Stadtbahn Köln           | Köln                      | Nordrhein-Westfalen | 1435             | 750 V             | 11.10.1968     | 198              |                      | 233                 | 39              | verknüpft mit Stadtbahn Bonn; Radsatz- und Gleismaße zwischen Straßenbahn- und Eisenbahnprofil (Maßsystem B) |
|           | Stadtbahn Stuttgart      | Stuttgart                 | Baden-Württemberg   | 1435/1000        | 750 V             | 10.05.1966     | 133              | 24,1                 | 201                 | 14 (26)         | Das Straßenbahnnetz war vor der Umstellung durchgehend meterspurig. Im Zug der Umstellung entstanden Dreischienengleise, die für Sonderfahrten mit Meterspur-Fahrzeugen teilweise noch in Betrieb sind. Als Besonderheit wurden in Stuttgart seit den 1990er Jahren zwölf neue Tunnelstationen errichtet, die nicht oder nur teilweise abgedeckt sind. Da es sich im rechtlichen Sinne dabei jedoch nicht um Tunnelbahnhöfe handelt, gelten für diese Stationen auch nicht dieselben Sicherheits- und Brandschutzauflagen. |

Auch in Karlsruhe, Saarbrücken, Heilbronn, Kassel und Chemnitz bestehen Stadtbahnsysteme, die aber nicht dem klassischen Stadtbahnprinzip, sondern einer Verknüpfung zwischen Straßenbahn und Eisenbahn (Karlsruher Modell) entsprechen.

## Deutschland

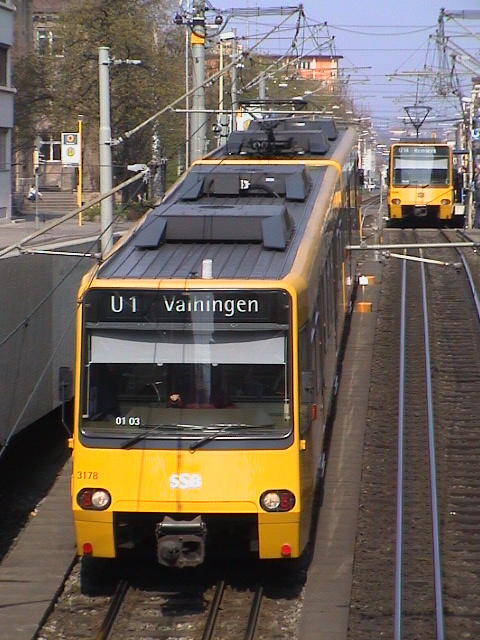
Stadtbahn-Triebwagen in Stuttgart beim Wechsel in eine Tunnelstrecke

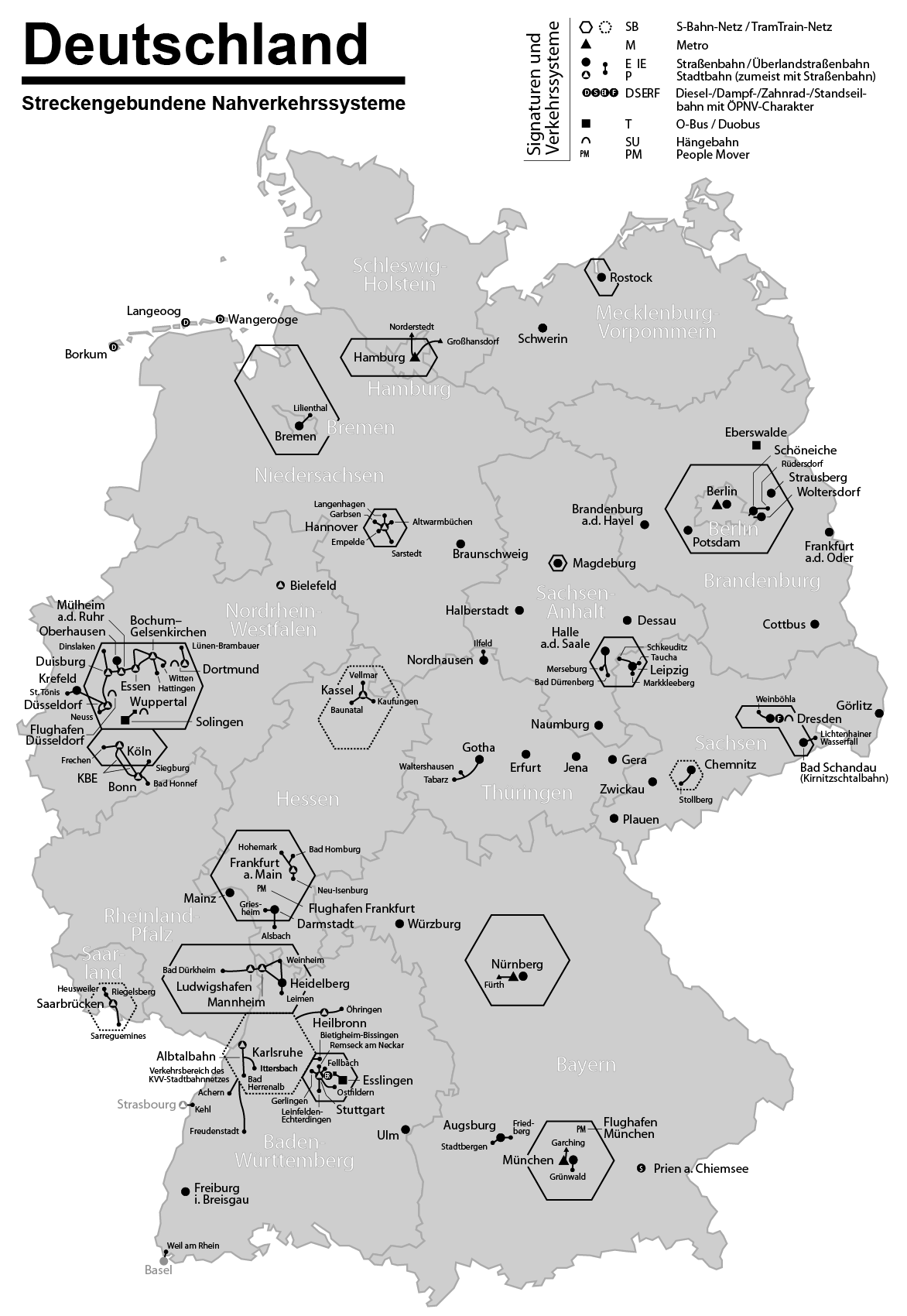
Stadtbahnen und SPNV in Deutschland

### Stadtbahnen mit Tunnelstrecken
Anfang der 1960er Jahre suchten viele mittlere Großstädte nach neuen Wegen, um den öffentlichen Personennahverkehr neben dem Individualverkehr attraktiver zu gestalten und von diesem zu trennen. Die Stadtplaner empfanden die im zunehmenden PKW-Verkehr fahrende Straßenbahn als Verkehrshindernis und stellten besonders in Westdeutschland in vielen Mittel- und auch Großstädten um auf Busverkehr. Städte mit bereits bestehenden U- und S-Bahn-Systemen (Hamburg und West-Berlin) ersetzten Straßenbahnlinien durch gebrochene Verkehre und bauten Busbahnhöfe an Schnellbahnstationen. Der Bau reiner U-Bahn-Systeme erwies sich als zu teuer und zeitlich zu langwierig. Daher gingen nur München (U-Bahn München) und Nürnberg (U-Bahn Nürnberg) diesen Weg. In beiden Städten blieben reduzierte Straßenbahnnetze als Ergänzung zur U-Bahn erhalten. Ursprüngliche Pläne zur Stilllegung der Straßenbahn wurden in den 1990er und 2000er Jahren endgültig aufgegeben. Als Alternativmodell zur „Voll-U-Bahn“ entstand die Stadtbahn, die mindestens auf eigenem Gleiskörper, in Innenstadtbereichen aber unterirdisch geführt werden sollte und durch Rampen an bestehende Straßenbahnstrecken angeschlossen werden konnte. Damit ließen sich neue Tunnelabschnitte oder Gleisbetten recht schnell in bestehende Systeme integrieren. Auf das Gesamtnetz umgerechnet sind Stadtbahnen erheblich billiger als Voll-U-Bahnen, da eine bestehende Straßenbahninfrastruktur weiter genutzt werden kann, aber erheblich teurer als klassische Straßenbahnen, da sie erhebliche Tunnel- und Rampenbauten sowie häufig Hochbahnsteige an den Haltestellen erfordern. Als nachteilig angesehen wurde seinerzeit, dass der Umbau von der Straßenbahn zur – zumindest anfangs oft als Endziel verkündeten – Voll-U-Bahn Jahrzehnte in Anspruch nehmen würde und immer wieder auch Vollsperungen mit Schienenersatzverkehr nötig machen würde. Dieses Argument führte zum Beispiel in Nürnberg zu der Entscheidung, von Beginn an eine U-Bahn ohne den Zwischenschritt Stadtbahn zu bauen.
Das erste Stadtbahnnetz mit U-Bahn-Strecken wurde 1966 in Stuttgart (Stadtbahn Stuttgart) eröffnet, Ende 1968 folgten Frankfurt am Main (Stadtbahn Frankfurt am Main) und Köln (Stadtbahn Köln als Unterpflasterstraßenbahn). Außer in Frankfurt wurden zuerst normale Straßenbahnfahrzeuge eingesetzt. In Frankfurt am Main wurden auf der Linie U5 bis 2016 straßenbahnkompatible Stadtbahnwagen mit Klapptrittstufen (Typ Ptb) eingesetzt. In Stuttgart wurden nur die von Meter- auf Normalspur umgestellten Strecken als Stadtbahn bezeichnet. Inzwischen ist das Gesamtnetz umgespurt. Dreischienengleise ermöglichen aber nach wie vor auf einigen Strecken im Stuttgarter Netz die Fahrt mit historischen Straßenbahnwagen.
Die Tunnelanlagen wurden daher so ausgelegt, dass diese von normalen Straßenbahnwagen befahren werden konnten. Da die meisten Betriebe Einrichtungswagen einsetzten, entstanden in der Überzahl der Stadtbahnstädte in den Tunnelbahnhöfen Seitenbahnsteige – zuerst in niedriger Höhe. Da Niederflurwagen zu jener Zeit noch nicht üblich waren, führte dies zu nicht-höhengleichen Einstiegen und Abstrichen bei der Barrierefreiheit. Mit dem Übergang zu speziellen Stadtbahnwagen (z. B. Stadtbahnwagen B) wurden auf Stadtbahnstrecken vermehrt Mittelbahnsteige eingebaut. Diese entstanden gleich als Hochbahnsteige. Die Seitenbahnsteige wurden in fast allen Betrieben mit Stadtbahnwagen erhöht, um höhengleichen Einstieg zu ermöglichen.
In Hannover (Stadtbahn Hannover; Eröffnung 1975) sind die Zugänge zu den U-Bahn-Stationen und die Haltestellen an der Oberfläche mit einem Hochbahnsteig mit einem modifizierten U-Zeichen versehen (farbliche Absetzung der oberen beiden Enden des U: durch dieses „Ü“ wird somit auch auf die Betreiberin üstra Hannoversche Verkehrsbetriebe hingewiesen). Die verbliebenen oberirdischen Haltestellen mit niedrigen oder ohne Bahnsteige werden langfristig mit Hochbahnsteigen ausgerüstet. Sie sind mit dem klassischen grün-gelben „H“-Zeichen gekennzeichnet.
In Köln sind alle Haltestellen, die sich im Tunnel und auf aufgeständerten Strecken befinden, sowie jene an der Oberfläche, die dem vollständigen Ausbau nach Stadtbahn-Standard entsprechen, mit einem blauen „U“ gekennzeichnet. Karlsruhe verwendet auf den Stadtabschnitten der Mischbetriebsstrecken als einziger Betrieb das S-Bahn-Symbol. Allerdings gab es in Karlsruhe viele Jahre keine Tunnelstrecken, doch dafür schon früh Durchbindungen in das Fernbahnnetz.
Ein späterer Übergang zu reinem U-Bahn-Betrieb war bei vielen Systemen (Frankfurt am Main, Hannover, Stuttgart) beabsichtigt und wurde teilweise vorbereitet, doch die Vollendung ist derzeit unwahrscheinlich.
In Düsseldorf (Stadtbahn Düsseldorf) wird die Wehrhahnlinie mit den Stadtbahnlinien U71, U72, U73 und U83 mit Niederflurwagen betrieben, da für den oberirdischen Einsatz dieser Fahrzeuge weniger störende Tiefbahnsteige erforderlich sind als bei einer herkömmlichen hochflurigen Stadtbahn. Dies zeigt sich unter anderem an den Linien U75, U78 und U79, die streckenweise immer noch mehr an eine Straßen- als an eine Stadtbahn erinnern.
In Hannover war die Umwandlung der Straßenbahn zu einer Stadtbahn 1996 weitgehend abgeschlossen, in Stuttgart ist dies seit 2008 der Fall. In anderen Städten wird neben der Stadtbahn auch weiter an der herkömmlichen Straßenbahn (Bonn, Düsseldorf, Frankfurt, Essen, Oberhausen), allerdings in Niederflurausführung, festgehalten. Die Stadtbahnnetze in Köln, Dortmund und Düsseldorf sind als Besonderheit in ein Hoch- und Niederflurnetz geteilt. In Mülheim an der Ruhr, Essen und Bochum werden im Tunnel liegende Meterspurabschnitte als Straßenbahnlinien geführt und zunehmend mit modernen niederflurigen Straßenbahnwagen befahren, während die älteren Hochflurwagen mittelfristig abgelöst werden sollen. In Duisburg verkehren Straßen- und Stadtbahnlinien auf gemeinsamen Strecken. Dort verfügen die Straßenbahnwagen lediglich über ein kurzes Niederflurteil-Segment. In Bielefeld wird die Stadtbahn als U-Straßenbahn in Meterspur betrieben, eine Umspurung auf Normalspur war ursprünglich geplant und auch streckenweise vorbereitet, gilt jedoch nicht mehr als wahrscheinlich.
In Dortmund wurde seit 1983 die klassische Straßenbahn durch eine Stadtbahn ersetzt. Dieser Umbau ist seit 2008 mit der Inbetriebnahme des Ost-West-Tunnels (Tunnel III) vorläufig abgeschlossen. Die Tunnelstrecken I und II sind bereits stadtbahnmäßig ausgebaut und werden mit hochflurigen Stadtbahnwagen der Typen B80C und B100S betrieben, doch im neuen Tunnel auf dem Ost-West-Netz kommen Niederflur-Straßenbahnwagen des Typs Bombardier Flexity Classic zum Einsatz. Dadurch ist der Einstieg auch an den Haltestellen an der Oberfläche einfacher.
Beim Tunnelbau wird zwischen dem Ausbau in Straßenbahnmanier mit vielen niveaugleichen Kreuzungen und Abzweigen (typisch für den ältesten, innerstädtischen Teil der Tunnelanlage in Köln) und der Bauweise in U-Bahn-Manier mit meist kreuzungsfrei ausgeführten Abzweigen (Bielefeld, Stadtbahnnetz Rhein-Ruhr, Frankfurt, Hannover, Stuttgart) unterschieden. Die Trassierungselemente der Stadtbahn-Tunnelstrecken entsprechen weitgehend denen einer U-Bahn. Allerdings ist der Ausbau zum Teil noch teurer, da das Tunnelprofil höher gehalten werden muss als bei mit Stromschienen ausgerüsteten U-Bahnen: In den Tunneln muss der Raum für die Fahrleitungsanlagen über den Fahrzeugen mitgebaut werden. Seitliche oder mittige Stromschienen wie bei vielen U-Bahn-Systemen sind nicht verwendbar, da ein straßenbündiger Betrieb solcher Fahrzeuge aus Sicherheitsgründen unvertretbar ist. Bei den Neubaustrecken der letzten Jahre kommen zunehmend an der Tunneldecke aufgehängte Deckenstromschienen zur Anwendung, die platzsparender sind als Kettenfahrleitungen.

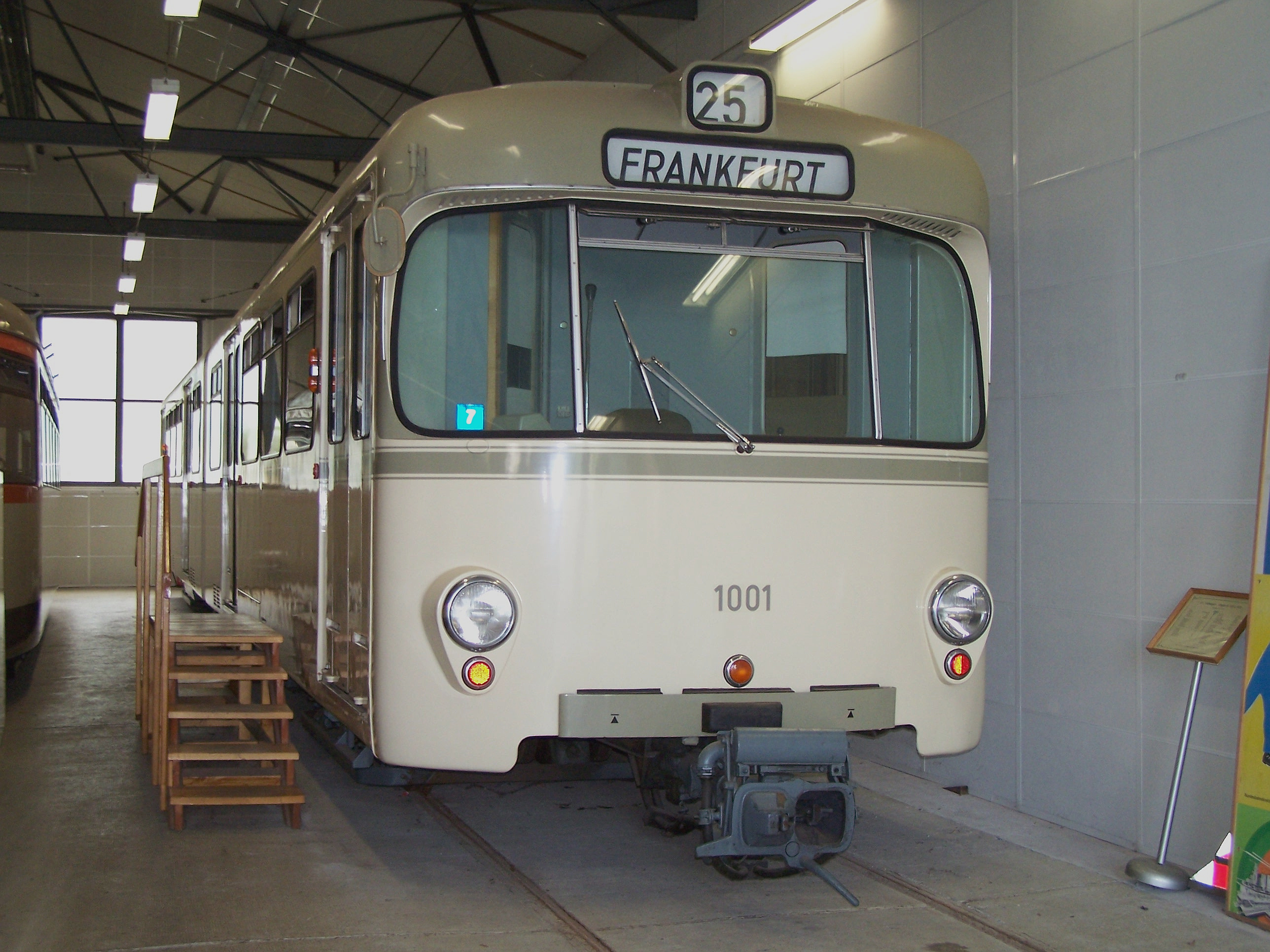
Stadtbahnwagen U1 im Verkehrsmuseum in Frankfurt-Schwanheim

Für die U-Bahn Frankfurt fertigte die DUEWAG 1965 erstmals zwei sechsachsige Stadtbahnwagen-Prototypen, die weitgehend auf den bisher gelieferten Straßenbahnwagen, wie dem N-Wagen basierten. 1965 wurde erstmals auf der Internationalen Verkehrsausstellung in München präsentiert. Neu waren die elektronische Steuerung des Typs Simatic und die Möglichkeit, mehrere Triebwagen zu Zugverbänden kuppeln zu können. Eine Serienfertigung unterblieb jedoch. Sie wurden hauptsächlich für Fahrschul- und Probefahrten verwendet und verkehrten nur wenige Jahre im Linienbetrieb. Sie wurden bereits 1976 abgestellt, da sie nicht mit den Stadtbahnwagen des Typs U2 kuppelbar waren. Die mit den Prototypen gemachten Erfahrungen flossen in den Nachfolger U2 ein, der in insgesamt 104 Exemplaren nach Frankfurt geliefert wurde und dort bis 2016 im Einsatz war.
In der DDR wurden keine Stadtbahnen gebaut. Dort setzte man auf klassische Straßenbahnnetze mit vielen Linien, so dass dadurch eine gegenüber Stadtbahnen wesentlich bessere Flächenabdeckung erreicht wurde. Neubaustrecken, die Neubaugebiete an den Stadträndern erschließen sollten, wurden allerdings weitgehend mit eigenen Bahnkörpern und möglichst großzügiger Trassierung angelegt. Die DDR hatte aus der Vorkriegszeit in Berlin eine U-Bahn „geerbt“ und erweiterte diese auch in einer – größtenteils oberirdisch und teilweise auf der ehemaligen VnK-Strecke trassierten – Neubaustrecke (die heutige U5 bis Hönow) in ein DDR-typisches Plattenbau-Neubaugebiet. Da die DDR aber wegen ständigem Devisen- und teilweise auch Arbeitskräftemangel nicht die Ressourcen für größere Tunnelbauprojekte hatte oder aufbringen wollte, ähnelt die einzige in der DDR neugebaute U-Bahn-Strecke in Trassierung und Infrastruktur eher den S-Bahnen, die die DDR in jener Zeit baute, als umgekehrt. Die Tendenz, Straßen- und Schmalspurbahnen – besonders im ländlichen Raum – stillzulegen und durch Busse zu ersetzen (Verkehrsträgerwechsel), gab es auch in der DDR, sie endete dort aber größtenteils in den späten 1960er-Jahren, während in Westdeutschland noch in den 1980er Jahren Netze wie die Straßenbahn Kiel den Betrieb einstellten. Aufgrund dieser beiden Tendenzen hat Ostdeutschland heute eine höhere Dichte an klassischen Straßenbahnen als Westdeutschland – so gibt es in Ostdeutschland keine Großstadt ohne Straßenbahn und mehrere Mittelstädte, die ein eigenes Straßenbahnnetz haben. Diese Netze waren jedoch aufgrund nicht erfolgter Investitionen zum Zeitpunkt der Wiedervereinigung oftmals in einem schlechten Zustand (ähnliches galt auch für das Netz der Reichsbahn), sodass in mehreren Städten die Stilllegung ernsthaft diskutiert, mit Ausnahme einzelner Strecken letztlich aber nicht umgesetzt wurde.

### Linienbezeichnung U

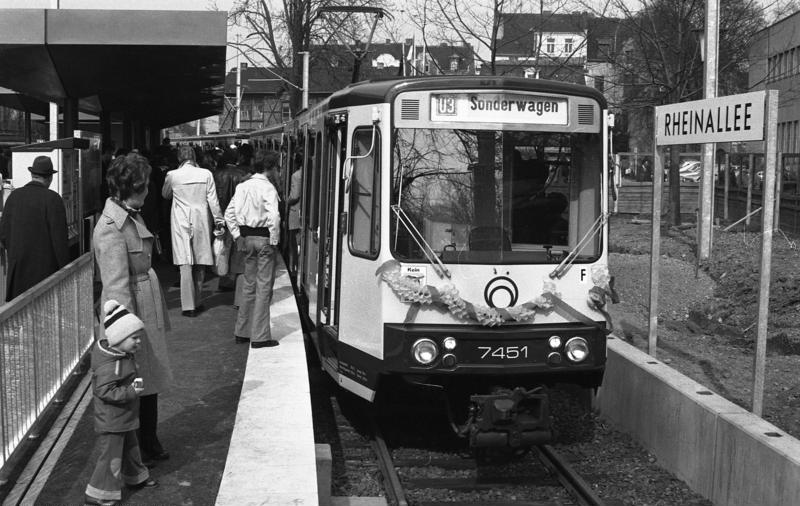
Mit Eröffnung der Stadtbahnlinie U3 in Bonn begann 1975 in Deutschland die Kennzeichnung von Linien mit dem Präfix U, auch wenn diese nicht vollständig unabhängig trassiert sind

1975 nahmen die Stadtwerke Bonn (SWB) ihr erstes Teilstück im Tunnel in Betrieb und bezeichneten die darauf verkehrende vorherige Straßenbahnlinie 3 fortan als U3. Während sich Bonn im Zuge der 1987 erfolgten Integration in den Verkehrsverbund Rhein-Sieg (VRS) vom Präfix U wieder verabschiedete, folgten 1978 Frankfurt am Main, 1988 die Stadtbahn Rhein-Ruhr und 1989 Stuttgart diesem Beispiel. Die Haltestellen in diesen Systemen sind meist ebenfalls mit dem entsprechenden weißen U auf blauem Grund gekennzeichnet.

### Stadtbahn als Bezeichnung für modernisierte Straßenbahnsysteme
Seit Mitte der 1990er Jahre bezeichnen einige reine Straßenbahnbetriebe ihre Netze als Stadtbahn. So wurde 1996 die Erfurter Straßenbahn per Stadtratsbeschluss in Stadtbahn Erfurt umbenannt. Auch die Freiburger Verkehrs AG (VAG) ist dazu übergegangen, ihre Straßenbahn als Stadtbahn zu bezeichnen. Die Stadt Halle (Saale) und die Hallesche Verkehrs-AG (HAVAG) sind aktuell dabei die Straßenbahn zur Stadtbahn um- und auszubauen. Die Stadt Chemnitz führte nach dem Chemnitzer Modell die Stadtbahn Chemnitz ein, bei der die Straßenbahn überwiegend vom Straßenverkehr getrennt ausschließlich an der Oberfläche und teilweise auf Eisenbahngleisen verkehrt. Den hier genannten Stadtbahnen gingen Streckenneu- und -ausbauten mit vom Individualverkehr unabhängigen Gleisführungen voraus, jedoch wurden keine Tunnelabschnitte eingeplant. Die Höchstgeschwindigkeit wurde erhöht (z. B. in den Außenbezirken von Erfurt auf 60 km/h), die Durchschnittsgeschwindigkeit im Stadtzentrum blieb aber gering. Der Begriff bezeichnet jetzt das rein innerstädtische Verkehrsmittel unabhängig vom Verkehrsträger. Eine Stadtbahn kann auf anderer Ebene auch einfach eine Straßenbahn sein.

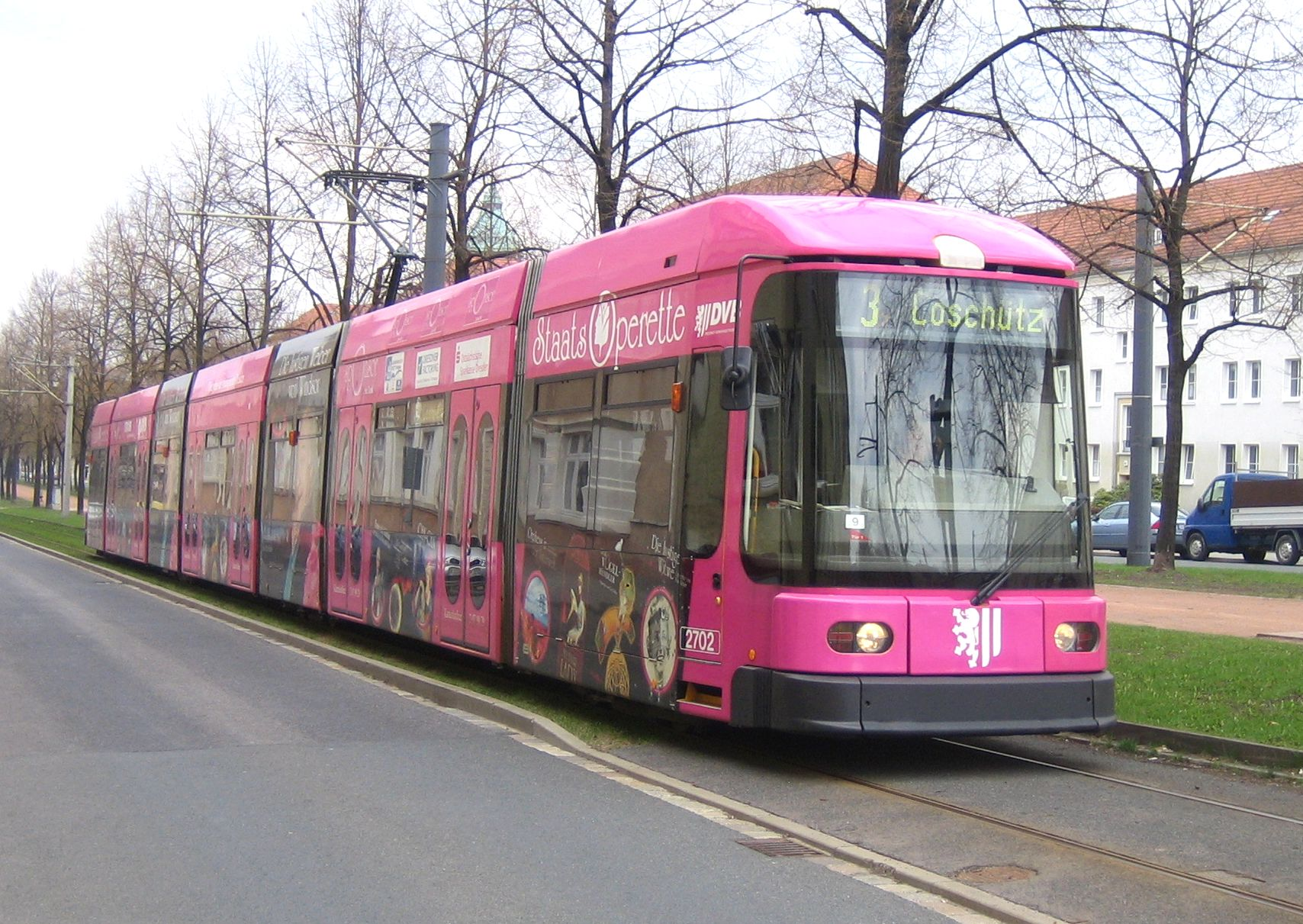
Straßenbahn-/Stadtbahnwagen NGT8DD in Dresden – vom Straßenverkehr getrennt auf Rasengleis geführt

Die Züge verkehren weiterhin auf Sicht, werden aber durch besondere Bahnkörper vom Straßenverkehr getrennt, sind damit nicht mehr von den Geschwindigkeitsvorgaben der StVO abhängig und können diesem damit wie Schnellbahnen Konkurrenz machen. Angewendet wird im Gegensatz zum U-, S- und Eisenbahn-Verkehr bevorzugt die Niederflurtechnik. In Leipzig wurden nach 1990 drei stark frequentierte Straßenbahnlinien mit weitgehend eigenem Gleiskörper zu Stadtbahnlinien ausgebaut (siehe Leipziger Verkehrsbetriebe). In Dresden werden die Niederflurwagen seit Erstlieferung als Stadtbahnwagen bezeichnet und die Strecken dahingehend ausgebaut. Bis 2009 bestehen drei Straßenbahnlinien, die durchaus mit „klassischen“ Stadtbahnlinien konkurrieren können, da sie hauptsächlich vom Straßenverkehr getrennt sind.
Damit wird die Abgrenzung, ob es sich um eine Straßen- oder „klassische“ Stadtbahn handelt, verwischt. Nach diesem Konzept, das seine Vorteile vor allem in geringen Baukosten im Vergleich zu Stadtbahnen mit strikterer baulicher Trennung zum Straßenverkehr aufweist, wurde auch die politisch gescheiterte Stadtbahn Hamburg geplant, die teilweise zusammen mit dem Straßenverkehr geführt werden sollte.

### Regionalstadtbahnen
Der Netzausbau erfolgte in einigen Städten durch Mitnutzung oder Reaktivierung von Eisenbahnstrecken. Im Raum Köln–Bonn entstand so durch den Umbau zweier früherer Eisenbahnstrecken (Rheinuferbahn und Vorgebirgsbahn der ehemaligen Köln-Bonner Eisenbahnen) eine betriebliche Einheit (Hochflurstrecken) der Kölner Stadtbahn mit der 1974 eröffneten Stadtbahn Bonn.
Ebenso geschah dies in Karlsruhe mit der Albtalbahn. Richtungsweisend war dann dort das „Karlsruher Modell“. Eingesetzt werden hier Zweisystemtriebwagen mit Kompromissradsätzen, die mit 750 Volt Gleichspannung aus der Straßenbahnfahrleitung und 15 kV Wechselspannung im Fernbahnnetz verkehren können und mit der unterschiedlichen Geometrie von Herzstücken und Radlenkern in Weichen und Kreuzungen klarkommen. So werden Eisenbahn- und Straßenbahnnetz umsteigefrei verbunden.
Kiel erweitert die Begriffswelt um die StadtRegionalBahn Kiel, Saarbrücken um die Saarbahn. Im Zuge der Netzausdehnungen aus Stadtgebieten in Regionen und den teilweisen Einsatz von Mehrsystem-Fahrzeugen wurden neue Bezeichnungen wie Regionalstadtbahn, RegioStadtbahn oder City-Bahn, Stadt-Umland-Bahn gebildet. Vergleichbare Ausdrücke mit historischem Ursprung sind Kreisbahn, Lokalbahn, Überlandstraßenbahn. Ähnlich wie bei Busverkehren wurde auch hier „Überland“ durch „Regional“ ersetzt (Überlandbus → Regionalbus). „Regionalbahn“ bezeichnet heute in Deutschland jedoch ausschließlich einen klassischen Personenzug der Eisenbahn.

### Planungen
Folgende Stadtbahnsysteme befinden sich oder waren in Planung:
- Regiotram Aachen (Planungsauftrag – vorbehaltlich der noch ausstehenden Bewilligung von Fördermitteln des STARK-Programms – seit 2023)[15]
- Stadt-Umland-Bahn Nürnberg–Erlangen–Herzogenaurach (Planfeststellungsverfahren bis 2021)[16]
- StadtRegionalBahn Kiel (bis 2015), Stadtbahn Kiel (ab 2018)
- Stadtbahn Ludwigsburg
- Stadt-Umland-Bahn München
- Regional-Stadtbahn Neckar-Alb
- Stadtbahn Wiesbaden (Planungen 1997–2001 sowie 2011–2013, beendet durch Bürgerentscheid)[17]

#### Vorschläge für weitere Stadtbahnsysteme
Darüber hinaus wird in den folgenden Städten und Regionen über Stadtbahnsysteme diskutiert:
- Bremerhaven / Cuxhaven / Langen (Wiederaufnahme der Diskussion durch den Verkehrsclub Bremerhaven (VCD) im August 2013)[18][19], siehe Stadtbahn Bremerhaven
- Dortmund–Lünen–Bergkamen–Werne–Hamm,[20] siehe Hamm-Osterfelder Bahn
- Geesthacht–Hamburg[21][22][23][24][25] siehe Bergedorf-Geesthachter Eisenbahn
- Göttingen[26]
- Hamm[27]
- Ingolstadt, die Grünen stellten am 6. Oktober 2011 einen Antrag an den Oberbürgermeister zur Untersuchung einer Stadtbahn in Ingolstadt.[28][29]
- Lübeck[30], siehe Stadtbahn Lübeck
- Münster[31][32][33]
- Osnabrück[34], siehe Stadtbahn Osnabrück
- Passau[35]
- Pforzheim[36][37], bereits Anbindung an Stadtbahn Karlsruhe
- Regensburg[38], siehe Stadtbahn Regensburg
- Rosenheim[39]
- Trier[40][41][42][43] siehe Stadtbahn Trier
- Tuttlingen / Villingen-Schwenningen / Rottweil, im Zuge der Ringzug-Erweiterung[44]
- Wolfsburg[45][46][47]
- Paderborn[48]

#### Verworfene Planungen
In folgenden Städten und Regionen wurden die bereits diskutierten Stadtbahnpläne wieder verworfen:
- Campusbahn Aachen (Abstimmung des Stadtrates für das Projekt am 19. Dezember 2012 und Ratsbürgerentscheid von den Bürgern der Stadt Aachen am 10. März 2013)[49][50] siehe auch Innenstadttrasse für die Euregiobahn
- Braunschweig / Salzgitter / Wolfenbüttel, siehe RegioStadtBahn Braunschweig
- Dortmund–Hagen–Lüdenscheid, siehe Regionalstadtbahn Hagen
- Flensburg[51]
- Hamburg, siehe Stadtbahn Hamburg
- Hanau (städtischer Beschluss gegen Realisierung im Jahr 2004)[52], siehe MainLinie und Stadtbahn Hanau
- Iserlohn–Hemer–Menden[53], siehe Verkehr in Hemer#Streckenabschnitt Hemer–Iserlohn
- Kempten (Allgäu), Aufgabe der Pläne wegen Bahnhofsverlegung und Abbau einiger Strecken durch die Bundesbahn, siehe Stadtbahn Kempten (Allgäu)
- Plettenberg–Herscheid, die Einführung einer dieselbetriebenen Stadtbahn wurde im Jahr 1998 geprüft,[54] siehe Stadtbahn Plettenberg-Herscheid
- Ratingen–Düsseldorf,[55] siehe Ratinger Westbahn
- Rostock,[56] siehe Stadtbahn Rostock
- Wiesbaden, siehe Stadtbahn Wiesbaden (Planung unter dem Namen Citybahn Wiesbaden wiederaufgenommen)

## Österreich-Ungarn
Bereits 1869 legte in Wien Baurat Carl von Schwarz einen sogenannten „Stadtbahnentwurf“ ein. Damit war für die 1898 eröffnete Wiener Dampfstadtbahn ein Name fixiert, der bald in den allgemeinen Sprachgebrauch überging. Diese wurde 1925 weitgehend von der Wiener Elektrischen Stadtbahn abgelöst. Sie existierte unter dieser Bezeichnung bis zu ihrer vollständigen Integration in die Wiener U-Bahn im Jahr 1989 und war bis 1945 durch die Übergangslinie 18G auch mit dem Wiener Straßenbahnnetz verknüpft.
Darüber hinaus bezeichnete man auch in Österreich-Ungarn klassische Straßenbahnbetriebe als Stadtbahn. Darunter beispielsweise die 1902 eröffnete Straßenbahn Marienbad, die von der Gesellschaft Elektrische Stadtbahn Marienbad betrieben wurde, und die Straßenbahn Salzburg der Salzburger Eisenbahn- und Tramway-Gesellschaft ab ihrer 1909 erfolgten Elektrifizierung. Auch die 1905 eröffnete erste Linie der Straßenbahn Innsbruck wurde in Abgrenzung zu den Lokalbahnen nach Hall in Tirol und nach Igls Stadtbahn genannt. Mit der Einführung von Liniennummern wurde diese ab 1909 dann als Linie 1 bezeichnet.
Analog dazu trugen auch einige, damals üblicherweise zweisprachig protokollierte, Straßenbahn-Aktiengesellschaften in der transleithanischen Landeshälfte Österreich-Ungarns um die Jahrhundertwende den Begriff Stadtbahn offiziell im Namen:
- Budapesti Villamos Városi Vasút Részvénytársaság / Budapester Elektrische Stadtbahn Actiengesellschaft (gegründet 1891)
- Szombathely Villamos Vasút Részvénytársaság / Steinamangerer Elektrische Stadtbahn Actiengesellschaft (eröffnet 1897)
- Temesvári Villamos Városi Vasút Részvénytársaság / Temesvárer Elektrische Stadtbahn Actiengesellschaft (ab 1897 unter diesem Namen firmierend)
- Soproni Villamos Városi Vasút Részvénytársaság / Ödenburger Elektrische Stadtbahn Actiengesellschaft (eröffnet 1900)
- Nagyszebeni Villamos Városi Vasút Részvénytársaság / Nagyszebener (Hermannstädter) Elektrische Stadtbahn Actiengesellschaft (gegründet 1905)
- Nagyváradi Városi Vasút Részvénytársaság / Nagyvárader Stadtbahn Actiengesellschaft (ab 1905 unter diesem Namen firmierend)
- Szabadkai Villamos Vasút / Maria-Theresiopler Elektrische Stadtbahn

In Bosnien, seit 1878 unter österreichisch-ungarischer Verwaltung, wurden die elektrische Straßenbahn Sarajevo sowie die ehemalige Stichstrecke Banja Luka Vorstadt–Banja Luka Stadt als Stadtbahn bezeichnet.

Die Wiener Dampfstadtbahn
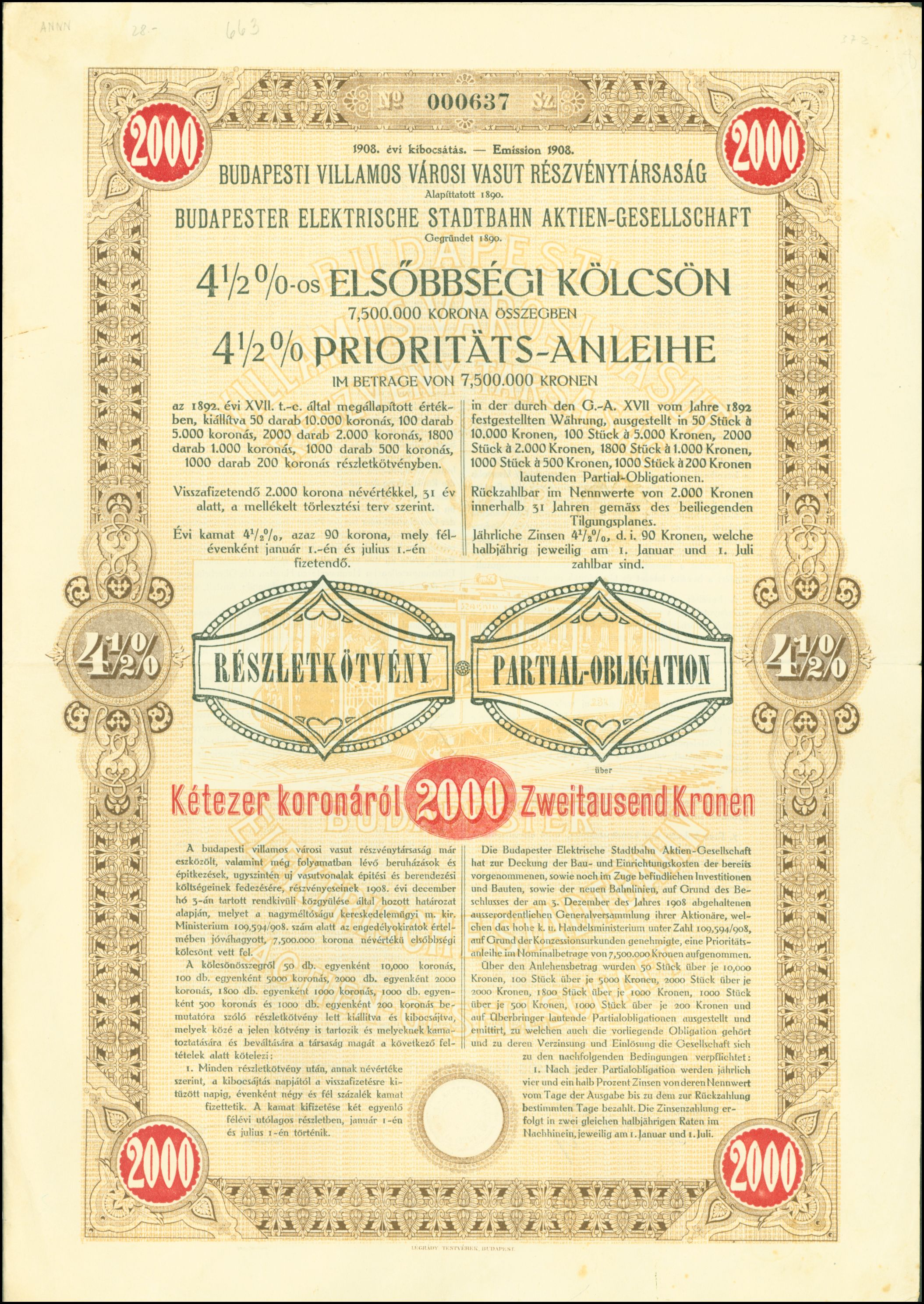
Anleihe der Budapester Elektrische Stadtbahn AG vom 31. Dezember 1908
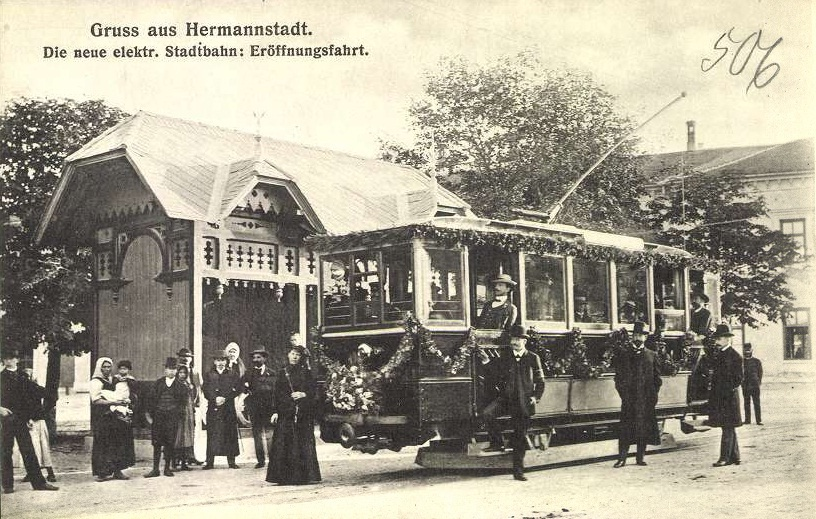
Postkarte anlässlich der Eröffnung der Stadtbahn im damals ungarischen Hermannstadt
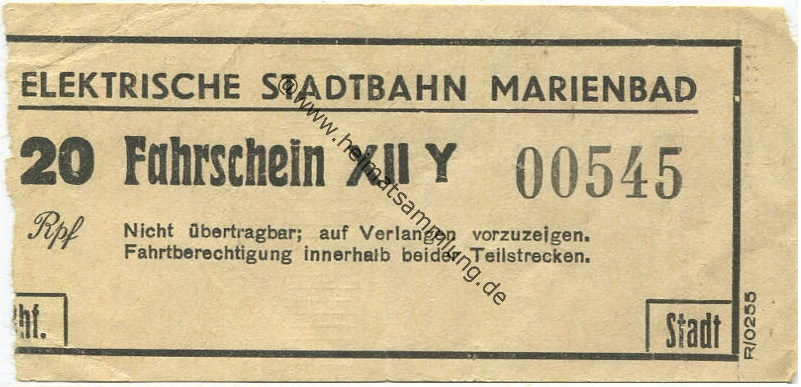
Fahrschein der Elektrischen Stadtbahn Marienbad
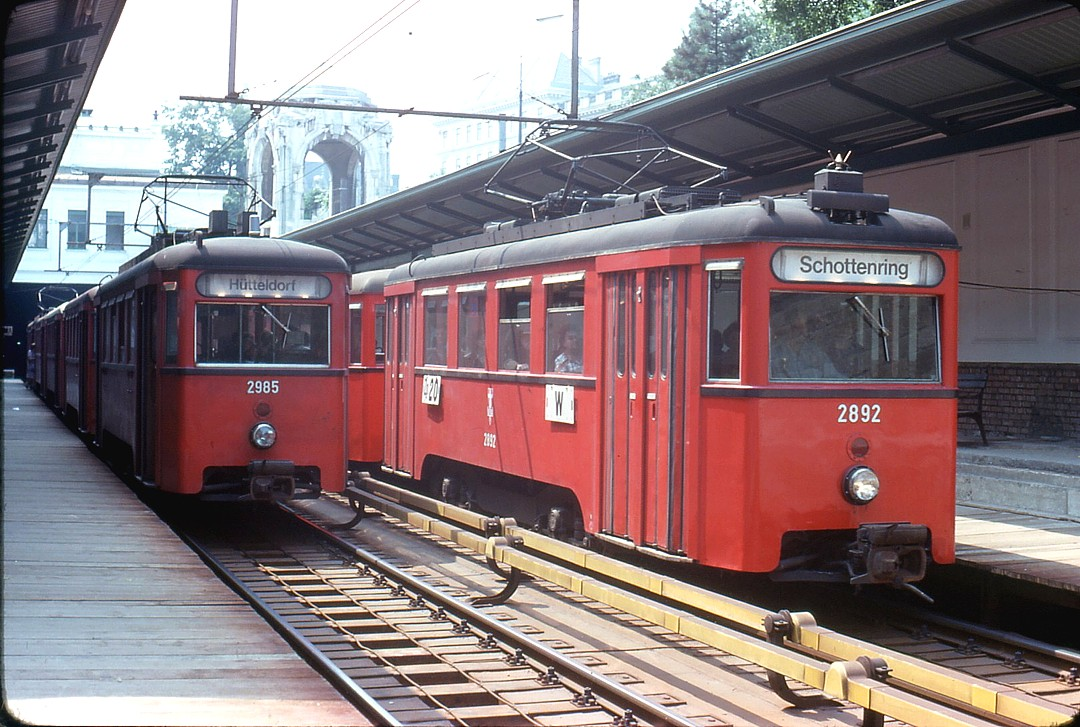
Die Wiener Elektrische Stadtbahn
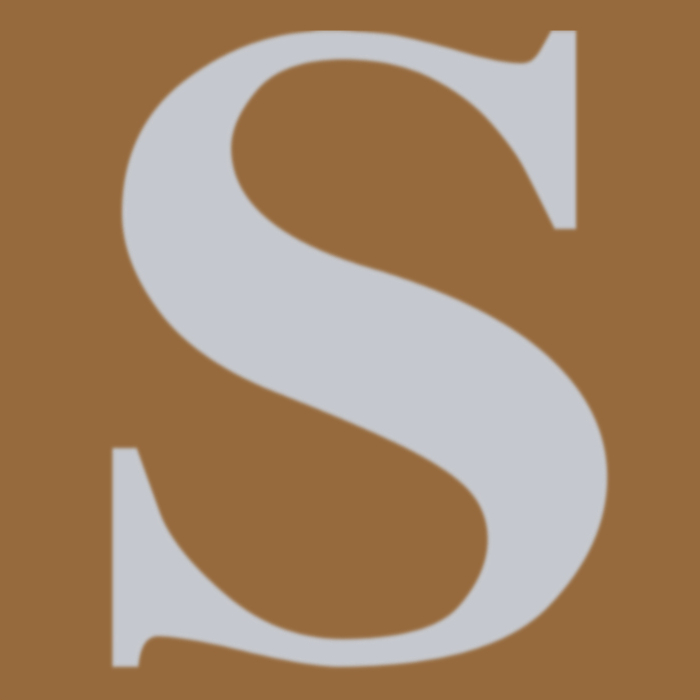
Logo der Wiener Elektrischen Stadtbahn

## Schweiz
Die Stadtbahn Zug besteht aus den beiden Linien S1 und S2 und fährt ausschließlich auf Eisenbahnstrecken. Sie wird von den Schweizerischen Bundesbahnen mit Stadler-Flirt-Triebzügen betrieben. Die Bezeichnung Stadtbahn geht darauf zurück, dass sechs Stationen in der Stadt Zug bedient werden, von denen fünf neu gebaut wurden.
Die Glattalbahn, ursprünglich als Stadtbahn Glattal bezeichnet, verbindet mit drei Straßenbahnlinien mehrere Gemeinden und den Flughafen Kloten im Norden von Zürich. Der größte Teil der Glattalbahn ist eigentrassiert, als Rollmaterial werden die als Cobra bekannten Fahrzeuge der Verkehrsbetriebe Zürich verwendet. Eine ähnliche Strecke besteht mit der Limmattalbahn, anfänglich als Stadtbahn Limmattal bezeichnet.